# Åsa Westman
Åsa Gunilla Westman, född 3 september 1953 i Heliga Trefaldighets församling i Gävle, är en svensk före detta friidrottare (spjutkastning). Hon tävlade för IF Skade och senare IF Göta. Hon utsågs år 1978 till Stor grabb/tjej nummer 301.